# پرده نازک نوری

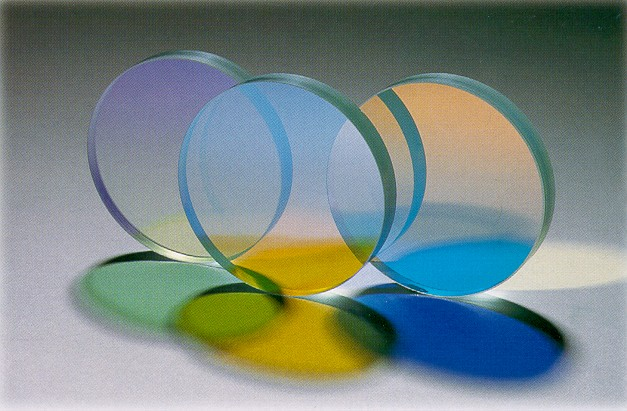
فیلترهای تداخلی با استفاده از پرده نازک نوری ایجاد می‌شوند.

پرده نازک نوری (به انگلیسی: Thin-film optics)، شاخه‌ای از نورشناسی است که با لایه‌های ساختاری بسیار نازک از مواد مختلف سر و کار دارد. برای نمایش پرده نازک نوری، ضخامت لایه‌های مواد باید به ترتیب طول موج‌های نور مرئی (حدود ۵۰۰ نانومتر) باشد.
لایه‌ها در این مقیاس می‌توانند به‌دلیل تداخل موج نور و تفاوت در ضریب شکست بین لایه‌ها، هوا و بستر، دارای خصوصیات بازتابی چشمگیری باشند. این اثرات باعث تغییر نور و بازتاب نور می‌شود. این اثر که به‌عنوان تداخل پرده نازک شناخته می‌شود، در حباب‌های صابون و لکه روغن قابل مشاهده است.
بیشتر ساختارهای دوره‌ای عمومی‌تر که به لایه‌های مسطح محدود نیستند به‌عنوان بلورهای فوتونی شناخته می‌شوند.

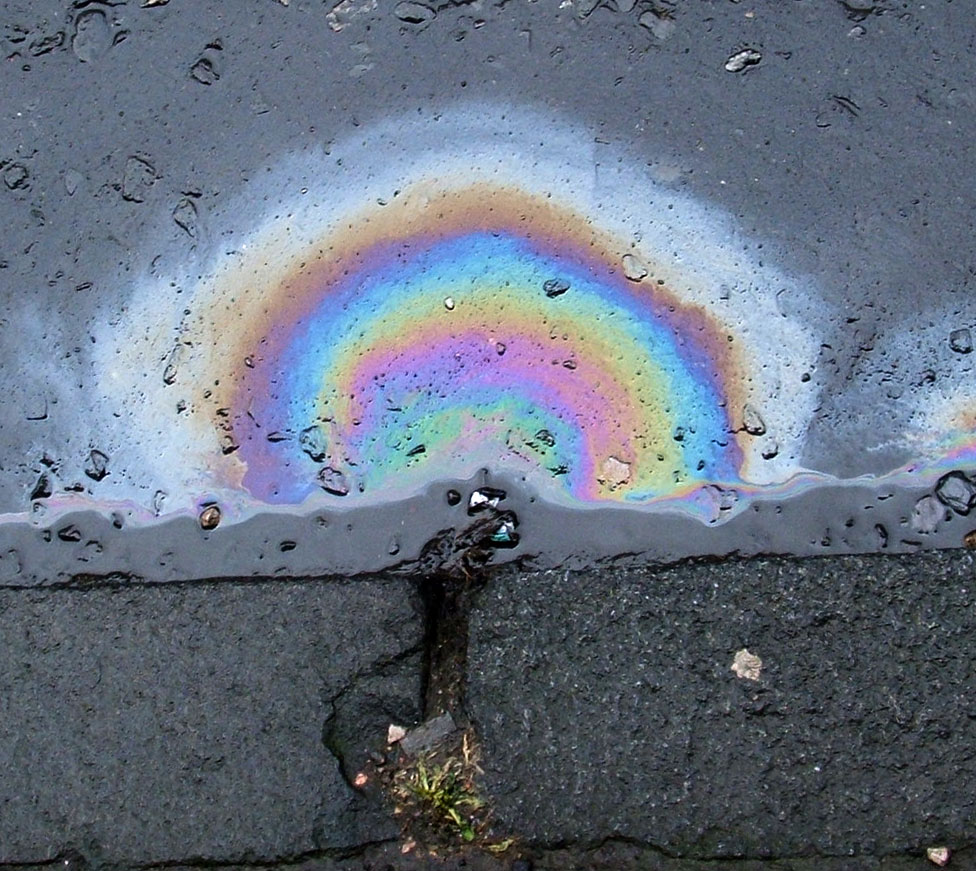
الگویی از نور رنگی که در اثر تداخل بین نور سفید که از سطح یک پرده نازک از سوخت دیزل روی سطح آب منعکس می‌شود و خط اتصال دیزل-آب تشکیل می‌شود.

در ساخت، پرده نازک نوری را می‌توان از طریق رسوب یک یا چند لایه نازک از مواد بر روی یک بستر (معمولاً شیشه) به‌دست‌آورد. این کار اغلب با استفاده از یک فرایند رسوب فیزیکی بخار، مانند تبخیر یا رسوب کندوپاش، یا یک فرایند شیمیایی مانند رسوب شیمیایی بخار انجام می‌شود.
از پرده نازک برای ایجاد پوشش‌های نوری استفاده می‌شود. برای نمونه می‌توان به قطعات شیشه‌ای کم‌گسیلنده برای خانه‌ها و اتومبیل‌ها، پوشش‌های ضدانعکاس روی شیشه‌ها، سپرک‌های بازتابنده در چراغ‌های جلو اتومبیل و فیلترهای نوری و آینه‌های با دقت بالا اشاره کرد. کاربرد دیگر این پوشش‌ها فیلتر فضایی است.

## نمونه‌هایی در جهان طبیعت
پرده‌های نازک نوری در جهان طبیعت معمول است. اثرات آنها باعث ایجاد رنگ‌هایی می‌شود که در حباب‌های صابون و لکه‌های روغن و همچنین رنگ‌آمیزی ساختاری برخی از جانداران دیده می‌شود.
بال‌های بسیاری از حشرات به‌دلیل حداقل ضخامت، مانند پرده‌های نازک عمل می‌کنند. این امر در بال‌های بسیاری از مگس‌ها و زنبورها به‌وضوح قابل مشاهده است. در پروانه‌ها، پرده نازک نوری هنگامی قابل مشاهده است که بال خودش توسط فلس‌های بال پوشیده نشده باشد، که این در نقطه‌های آبی بال پروانه طاووس‌بال و وصله‌های سبزآبی در بال پروانه سه‌گوش نیلی وجود دارد.
در گیاه آلاله، براقیت گل به‌دلیل یک پرده نازک است که باعث افزایش دید گل برای حشرات گرده‌افشان می‌شود و به تنظیم درجه حرارت اندام‌های تولیدمثل گیاه کمک می‌کند.

## نگارخانه

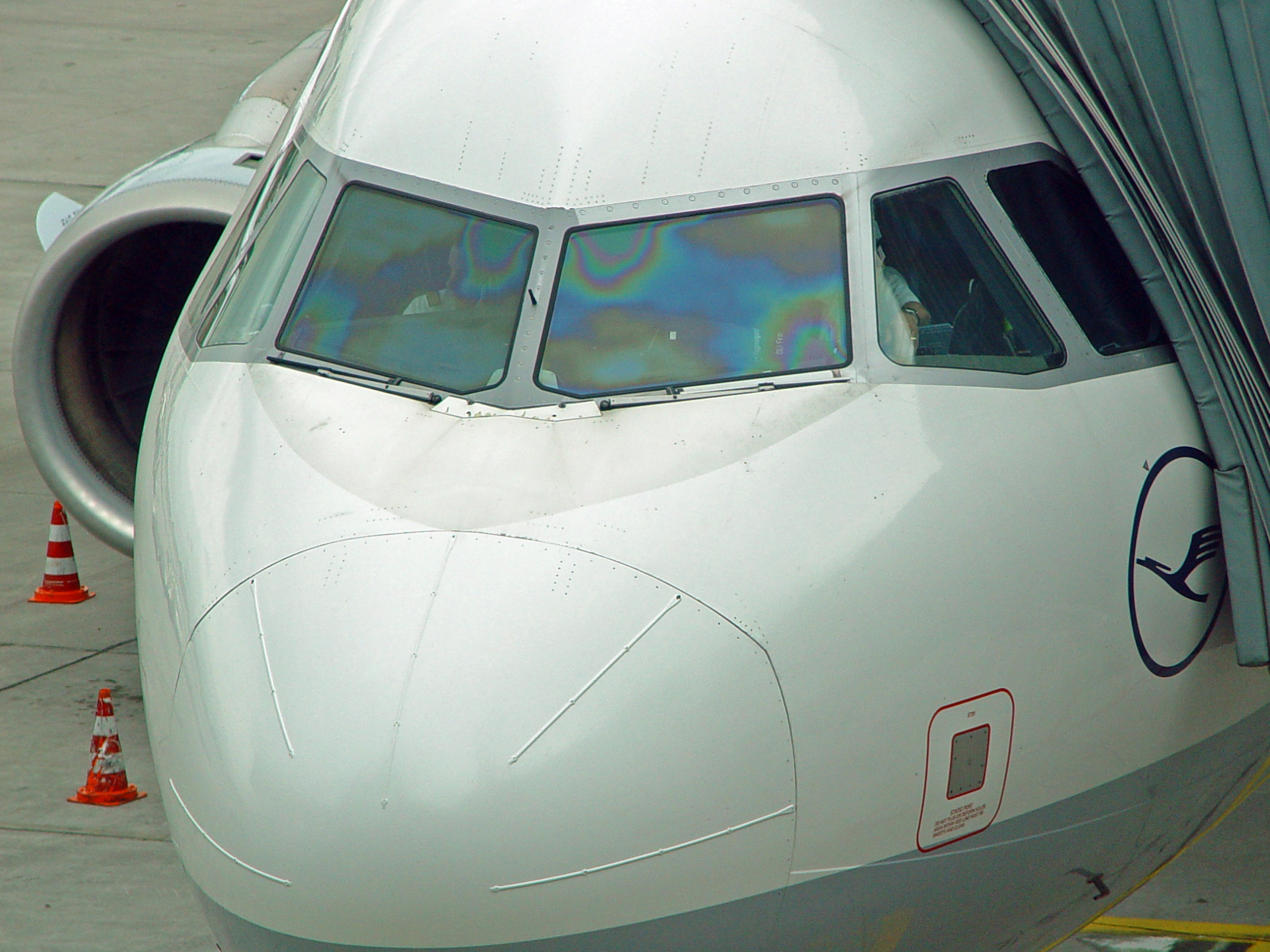
تداخل پرده نازک ناشی از پوشش یخ‌زدایی اکسید قلع ایندیم در پنجره کابین خلبان ایرباس. ضخامت پرده عمداً یکنواخت نیست تا بتواند حتی در فواصل مختلف از الکترودها گرم شود.
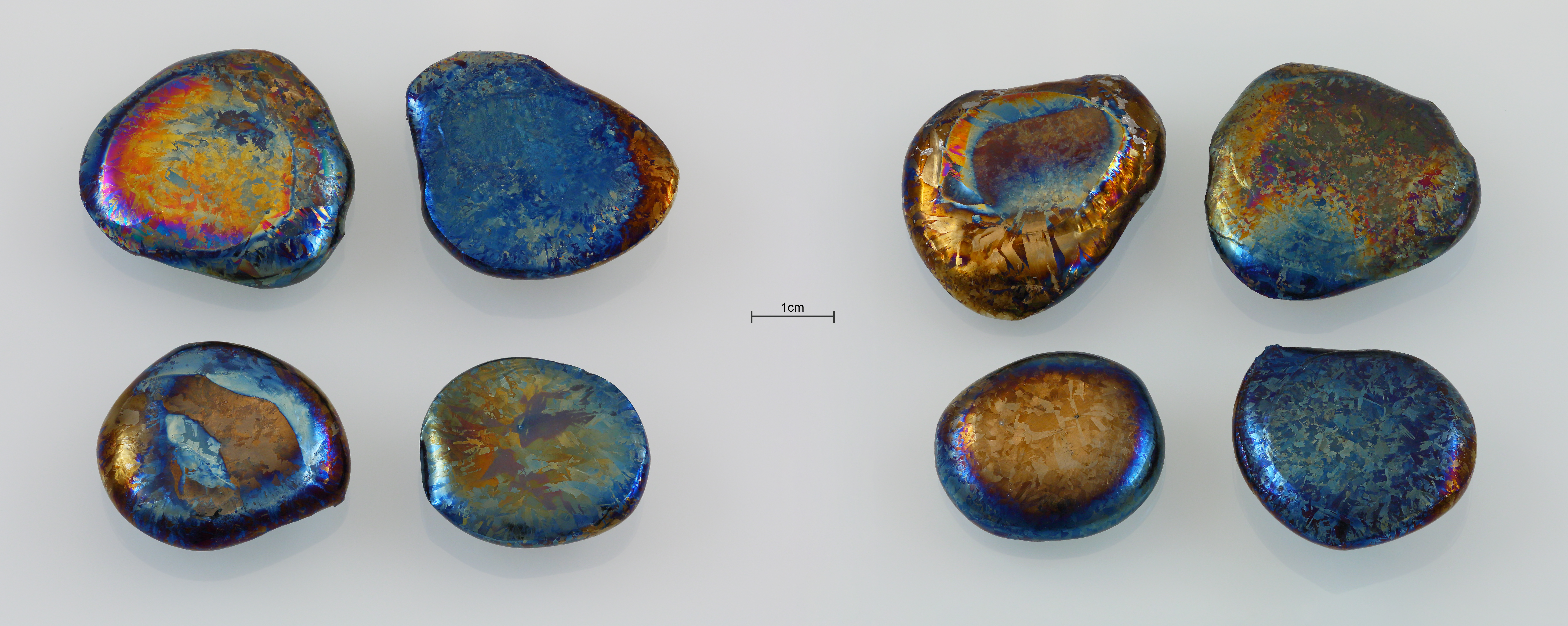
شمش‌های اکسید هافنیم که اثرات نوری پرده نازک را نشان می‌دهد.
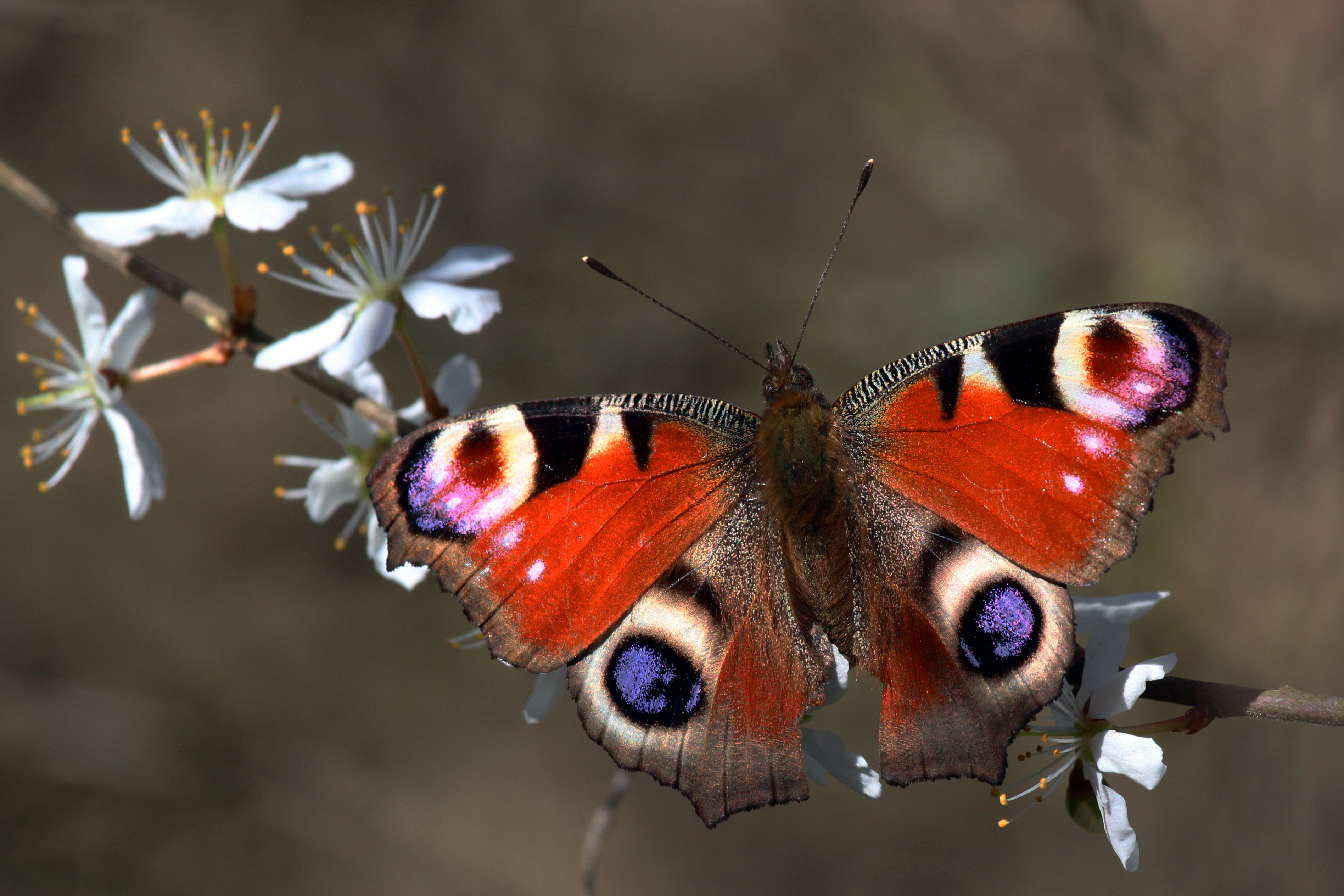
تکه‌های آبی بال طاووس‌بال
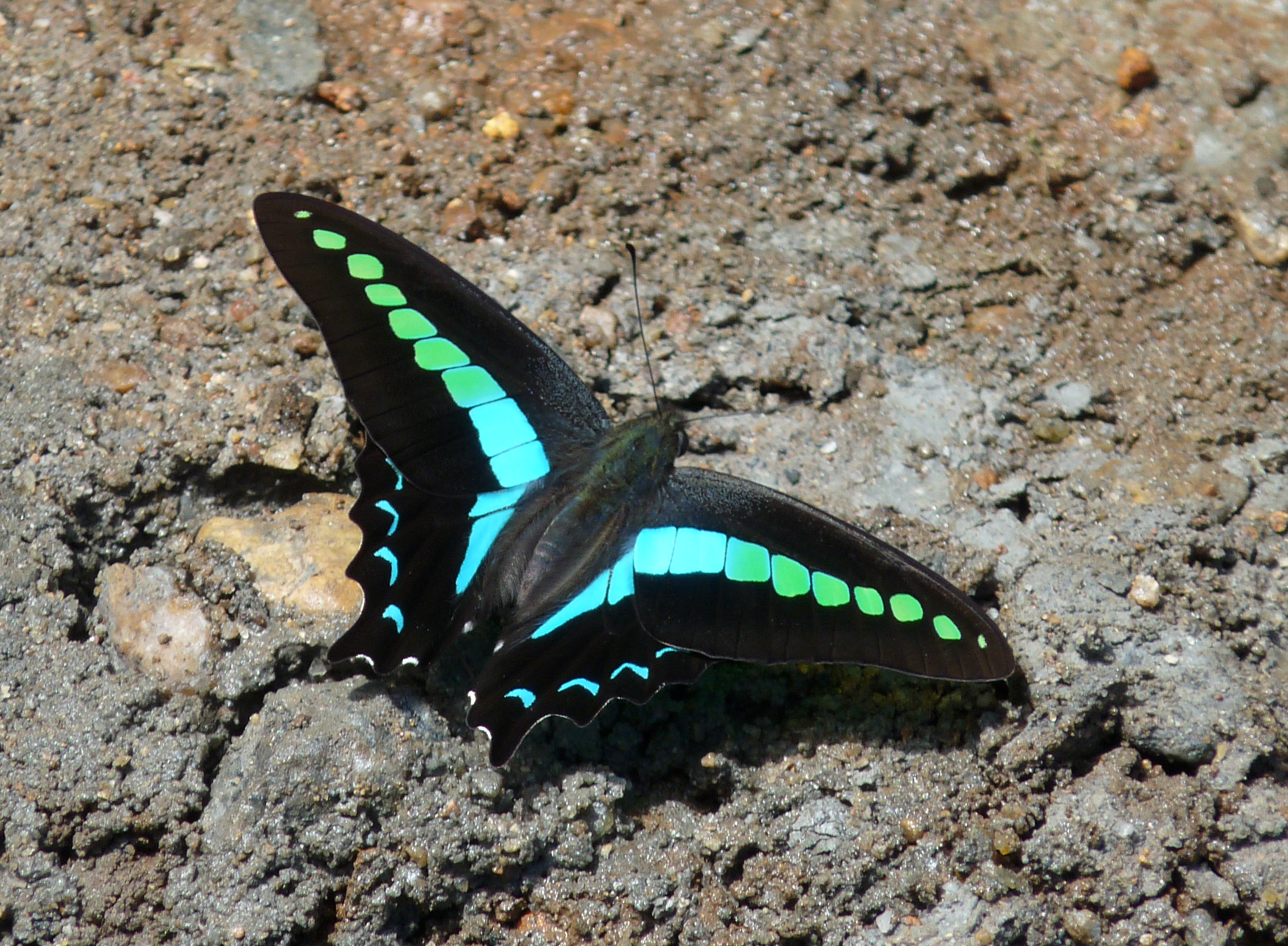
سه‌گوش نیلی
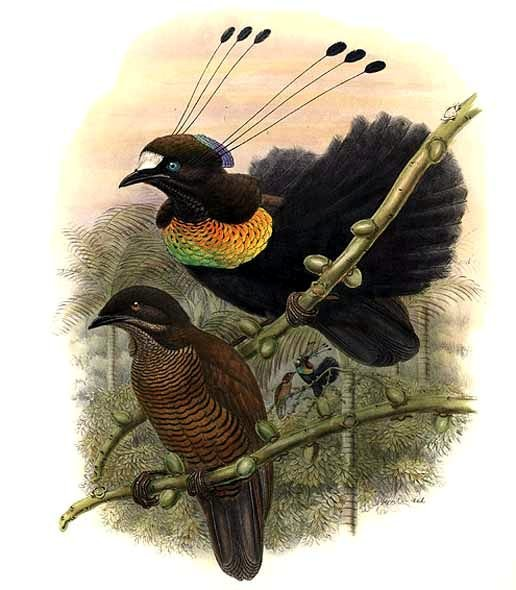
پرهای سینه شش‌پره‌ای لاویس
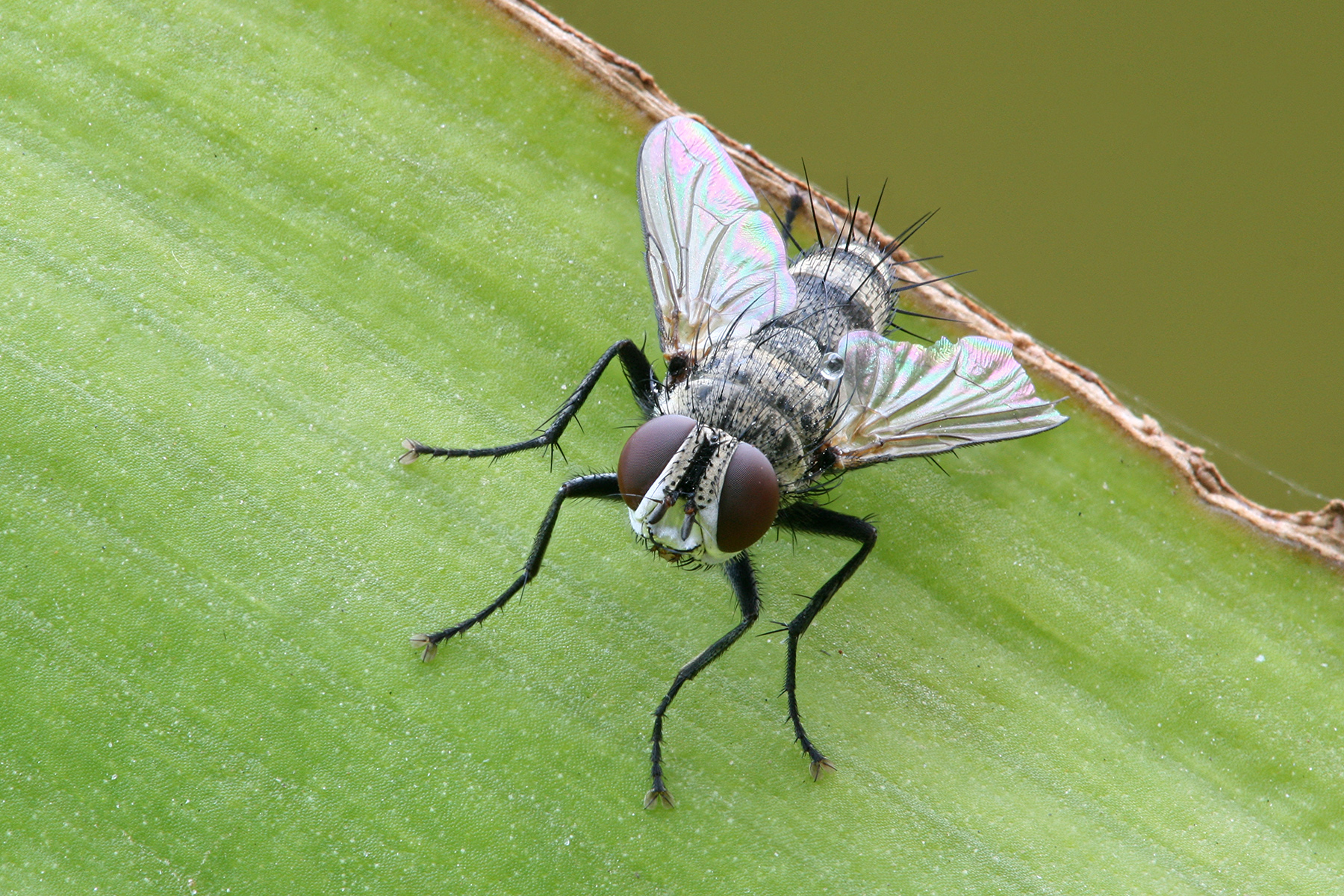
تداخل پرده نازک که در بسیاری از بال‌های حشرات دیده می‌شود به‌دلیل پرده نازک نوری است.
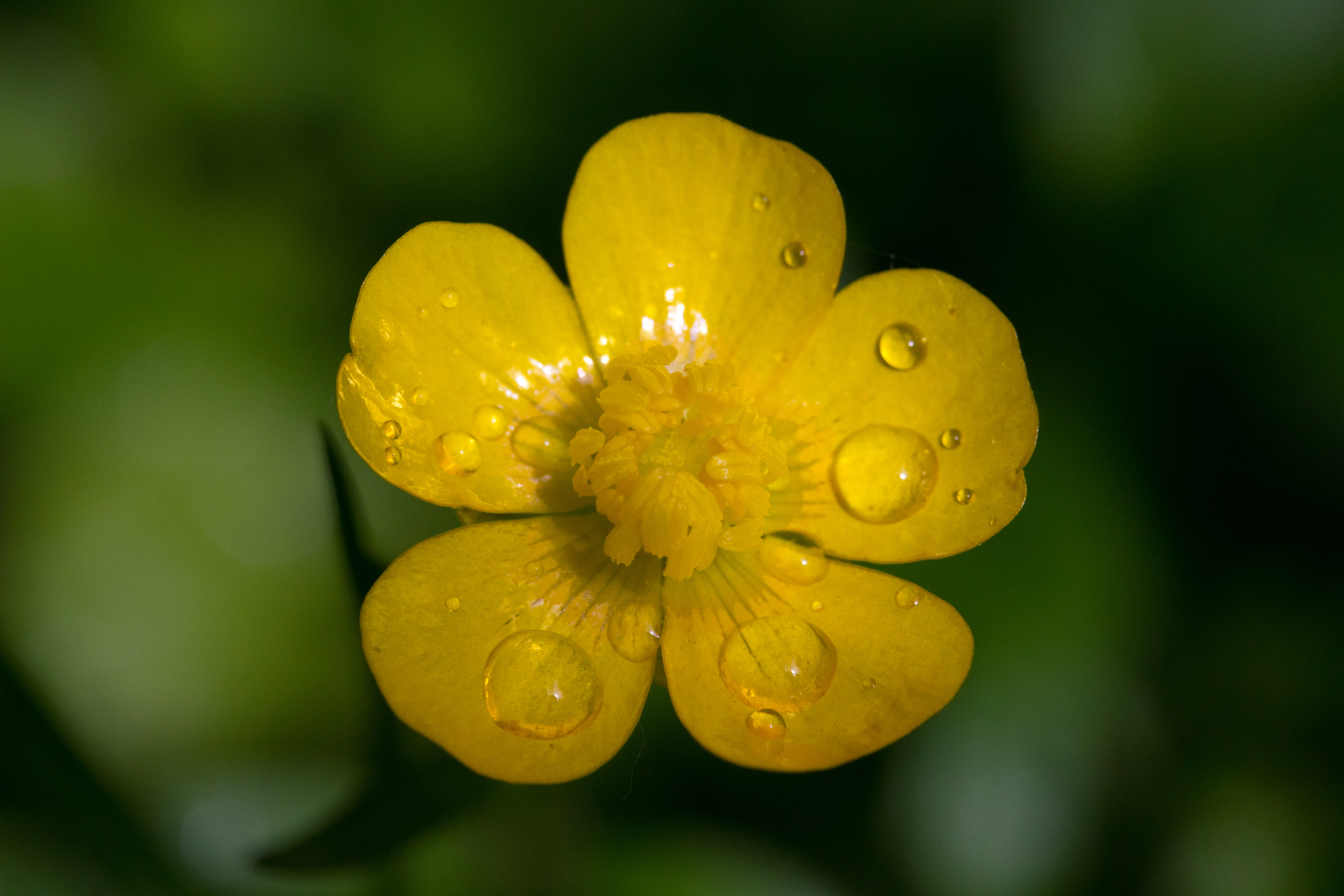
گل‌های براق آلاله